# 달은 무자비한 밤의 여왕
《달은 무자비한 밤의 여왕》(영어: The Moon Is a Harsh Mistress)은 로버트 A. 하인라인의 1966년 장편 SF소설이다. '달 세계가 지구에 대해 일으킨 독립 혁명'을 소재로 한 작품으로, 아폴로 11호가 달에 착륙하기 전인 1966년 인류의 달 진출 모습과 우주 시대의 사회상을 정교하게 예측하여 유명해졌다. 유머러스하면서도 사색적인 문체 속에 담긴 자유와 인간 해방의 메시지는 히피 문화를 비롯, 저항계 예술 전반에 영향을 끼쳤다고 평가받고 있다. 대한민국에는 황금가지에서 안정희 번역으로 출간되었다. 1967년 휴고상을 수상했다.

## 같이 보기
- 달 거주지